# Csepel-Belváros
Pour les articles homonymes, voir Csepel.
Csepel-Belváros est un quartier situé dans le 21e arrondissement de Budapest. 